# It's for You (canção de Shanice)
"It's for You" é uma canção de Shanice e produzida por Eric Kirkland e Michael Angelo Saulsberry de Portrait com programação de bateria por Maurice Thompson. Ele também possui um verso de rap de Brett Bouldin. Ele foi um dos singles lançados a partir da trilha sonora do filme The Meteor Man. Tornou-se mais um sucesso moderado para a cantora. No entanto, ele não aparece no Ultimate Collection. Um videoclipe foi filmado. Shanice também cantou a música no episódio "Rock Enroll" de Family Matters em 7 de janeiro de 1994.

## Lista de fiaxas
12" single
A1. It's For You (versão LP)(drum programming by Maurice Thompson) (4:05)
A2. It's For You (Street Mix) (4:34)
A3. It's For You (Mike's Swazza Mix) (4:32)
B1. It's For You (Bassapella) (4:31)
B2. It's For You (LP Instrumental) (4:05)

## Posições em gráficos musicais
| Gráfico                                      | Posições |
| -------------------------------------------- | -------- |
| EUA Billboard Hot 100                        | 57       |
| EUA Billboard Hot R&B/Hip-Hop Songs          | 14       |
| EUA Billboard Rhythmic Top 40                | 21       |
| EUA Billboard Dance Music/Maxi-Singles Sales | 33       |